# Ernest Ier d'Anhalt-Dessau
Ernest Ier d'Anhalt-Dessau (né vers 1454 et mort à Dessau, le 12 juin 1516, inhumé dans la chapelle du château), est un prince allemand de la maison d'Ascanie qui règne sur la principauté d'Anhalt-Dessau de 1471/1474 jusqu'à sa mort.

## Biographie
Ernest est le second fils de Georges Ier d'Anhalt-Dessau, mais le premier né de sa quatrième union avec Anne, fille de Albert VIII, comte de Lindow-Ruppin. Dès 1471, son père délègue à ses fils le gouvernement de ses possessions. Ernest, Sigismond et Georges reçoivent la principauté d'Anhalt-Dessau, Valdemar VI la principauté d'Anhalt-Köthen et Rodolphe IV une compensation financière. La partie de la principauté d'Anhalt-Bernbourg tombée en déshérence en 1468 après la mort de Bernard VI d'Anhalt-Bernbourg est régie conjointement par les frères.
En 1473, après la mort de son père, Ernest hérite de la principauté d'Anhalt-Dessau conjointement avec ses frères cadets : Georges II, Sigismond III et Rodolphe IV. Valdemar VI reste corégent de la principauté d'Anhalt-Köthen avec les membres de cette lignée. Conformément aux règles successorales de la maison d'Ascanie, les trois frères  accèdent au pouvoir comme corégents sans division du patrimoine. Les décès successifs et sans descendance masculine de Sigismond III en 1487, Georges II en 1509, et Rodolphe IV en 1510, permettent à  Ernest de demeurer le seul souverain de la principauté d'Anhalt-Dessau jusqu'à sa mort. Comme prince, il promeut l'agriculture, ce qui entraine une déforestation et une augmentation sensible de la population. En 1512, l'église Sainte-Marie de Dessau, entreprise en 1506 sur instruction d'Ernest, est achevée.

## Union et postérité
À Cottbus le 20 janvier 1494, Ernest épouse Marguerite de Münsterberg (en) (née à Breslau, le 25 août 1473 - morte à Dessau, le 28 juin 1530), fille du duc Henri Ier de Münsterberg-Oels et petite-fille du roi de Bohême Georges de Poděbrady. Ils ont quatre fils :
- Thomas (né à Dessau, le 27 novembre 1503 - mort en 1503) ;
- Jean V d'Anhalt-Dessau, ensuite d'Anhalt-Zerbst ;
- Georges III d'Anhalt-Dessau, ensuite d'Anhalt-Plötzkau (né à Dessau, le 15 août 1507 - mort à Dessau, le 17 octobre 1553) ;
- Joachim d'Anhalt-Dessau (né à Dessau, le 7 août 1509 - mort à Dessau, le 6 décembre 1561).